# 尖药花
尖药花（学名：Strobilanthes tomentosa）是爵床科尖蕊花属的植物。分布于尼泊尔、印度以及中国大陆的贵州、广西、云南等地，生长于海拔800米至1,600米的地区，多生在山坡草地或疏林边，目前尚未由人工引种栽培。

## 别名
十三年花（云南屏边）